# Józef Paszkowski (1787–1858)
Józef Paszkowski (ur. 19 marca 1787 w Stokach, zm. 7 października 1858 w Cielcach) – polski pułkownik, profesor i pisarz wojskowy.
Syn Wincentego, zmarłego w 1795 roku i Teodory Mitanowskiej.
Pierwsze nauki pobierał w Świsłoczy i Borunach u księży bazylianów.
Karierę wojskową rozpoczął w 1810 roku wstępując do artylerii konnej Księstwa Warszawskiego. W 1811 roku awansował na podporucznika. W 1815 roku został przeznaczony do IV kompanii lekkiej artylerii pieszej, następnie został przeniesiony do korpusu kadetów w Kaliszu. pracował tam jako profesor szkoły wojskowej. W 1822 przeniósł się do Warszawy i został tam profesorem szkoły aplikacyjnej. Odbył kampanie napoleońskie 1812. Brał udział w bitwie pod Lipskiem i w czasie wyprawie na Moskwę. Po bitwach pod Borysowem i Studzianną otrzymał złoty krzyż Virtuti Militari.
Jako powstaniec listopadowy został odznaczony krzyżem kawalerskim Virtuti Militari 13 czerwca 1831, jako major artylerii dyrek. młynów prochowych.
Od roku 1831 członek warszawskiego Towarzystwa Przyjaciół Nauk. Od 1833 roku przełożony pensji prywatnej. W latach (1837-1842) inspektor kursów prawnych Od r. 1853 wychowawca synów Zygmunta Krasińskiego.
Napisał m.in.: „Nauka praktyczna kanoniera” (1830), kilka gawęd żołnierskich (druk. w czasopismach),„Wojna w Polsce w r. 1831” (1861). Inne publikacje "Rosół kanonierski" ukazał się w "Albumie Literackim" Kazimierza Władysława Wójcickiego, "Kardynalskie buty" ukazały się w "Wieńcu" Stanisława Jachowicza, "Wielkanoc w Stokach" ukazały się w "Rozrywkach dla młodocianego wieku" Pruszakowej. W rękopisie wydał życiorysy Maurycego Haukego, Ignacego Blumera i Józefa Sowińskiego.
Pochowany w Warcie.